# Distretto di Barranco
Il distretto di Barranco è un distretto del Perù, il più piccolo del dipartimento di Lima. Famoso per i molti locali notturni.

## Data di fondazione
26 ottobre 1874.

## Popolazione attuale
34 378 abitanti (2017).

## Superficie
3.33 km² .

## Distretti confinanti
Confina a nord con il distretto di Miraflores a sud con il distretto di Chorrillos, ad est con il distretto di Santiago de Surco e ad ovest con l'Oceano Pacifico.

## Festività religiosa

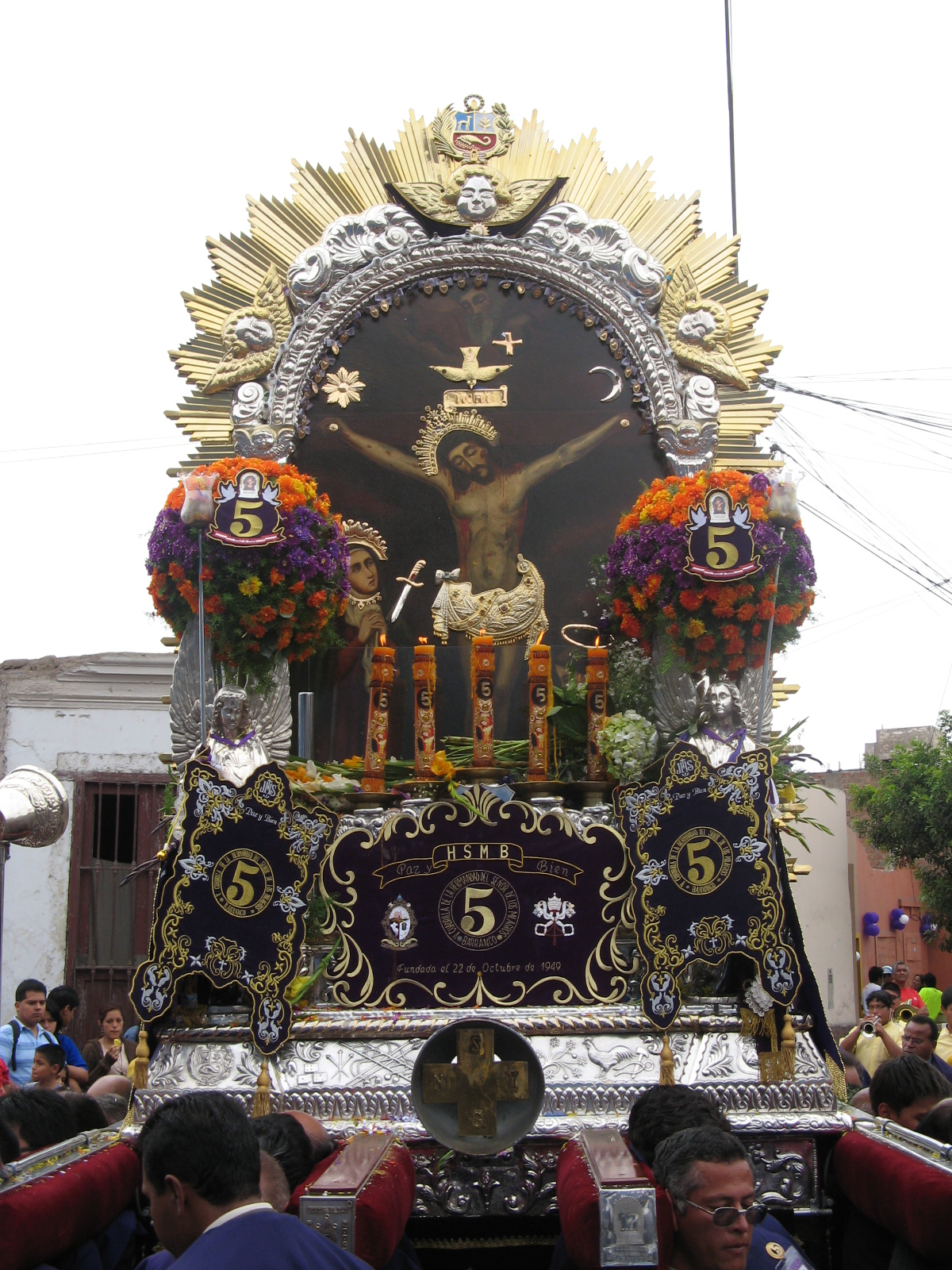
Signore dei Miracoli di Barranco

- Novembre: Signore dei Miracoli